# Toteisloch südwestlich von Klosterseeon

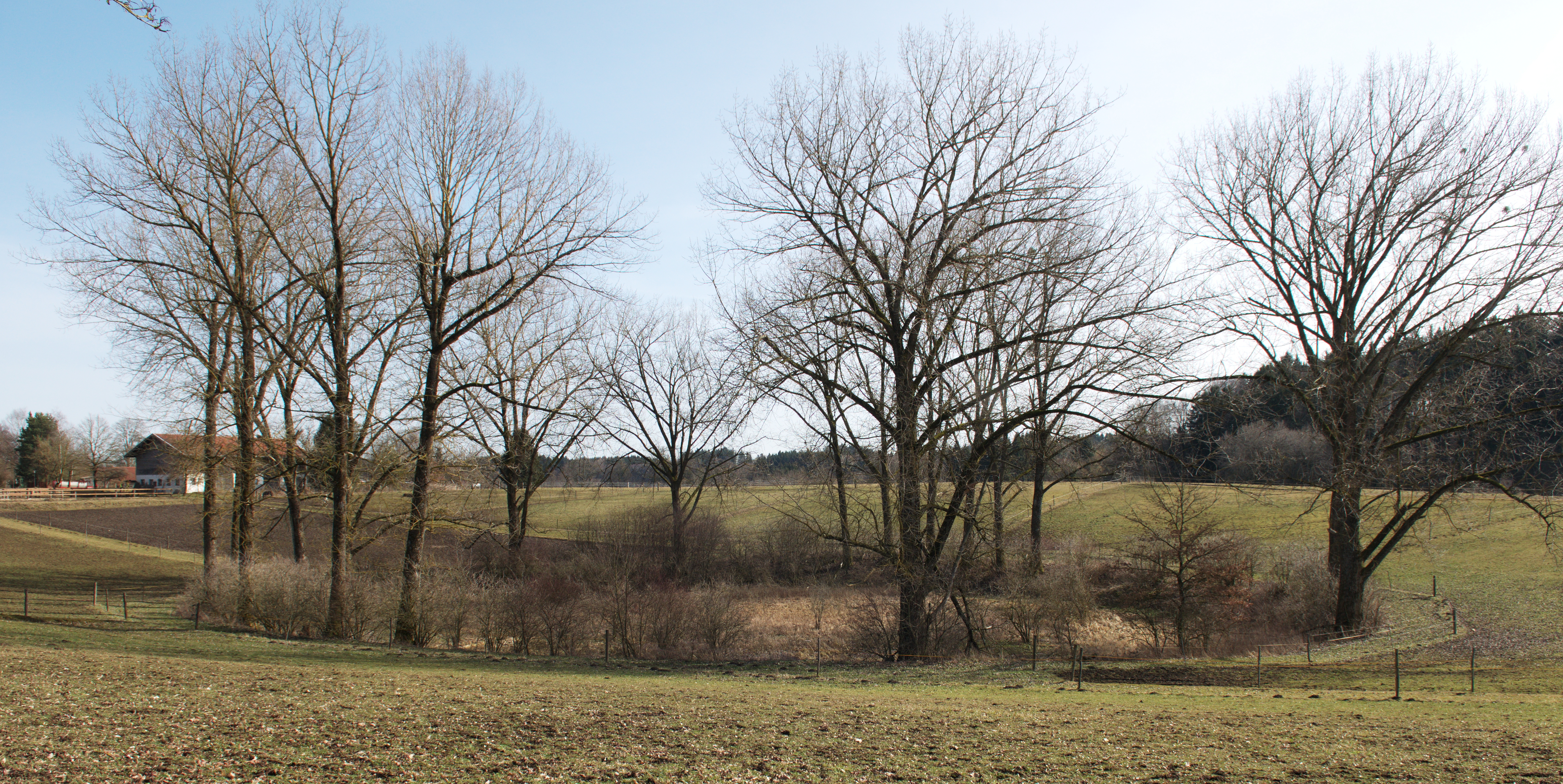
Naturdenkmal und Geotop
Toteisloch SW Klosterseeon

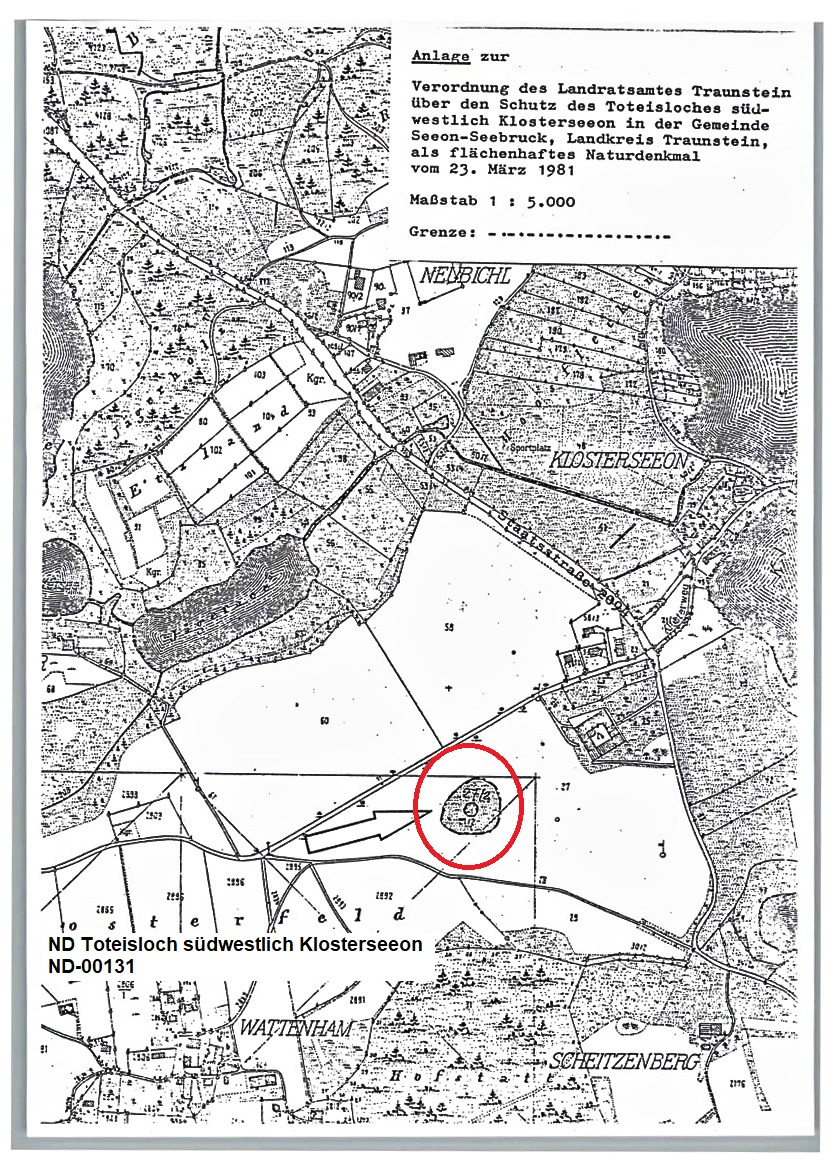
Lageplan Amtsblatt

Das Toteisloch südwestlich von Klosterseeon, auf dem Gemeindegebiet Seeon-Seebruck im Landkreis Traunstein, wurde im März 1981 als flächenhaftes Naturdenkmal (0,44 ha) unter Schutz gestellt.
Es wird vom Bayerischen Landesamt für Umwelt (LfU) unter der Nummer ND-00131 gelistet.
Das Toteisloch wird darüber hinaus vom LfU als geowissenschaftlich bedeutendes Geotop (Geotop-Nummer: 189A002) ausgewiesen.

## Lage und Beschreibung
Das Toteisloch liegt in einer Eiszerfallslandschaft zwischen Eggstätt und Seeon, im Bereich des Naturschutzgebietes der Seeoner Seen zwischen dem Bansee und Klostersee.
Das Naturdenkmal ist eine Depression von 250 × 180 m in einer Pferdekoppel. Im Zentrum befindet sich ein nahezu kreisförmiger, fast vollständig verlandeter See (70 m ⌀), der am Rand von hohen Bäumen eingerahmt wird. Es entstand als Toteissee als ein vom zurückweichenden Chiemseegletscher abgebrochenes Stück Toteis von Schottern und Sedimenten teilweise abgedeckt wurde. Als der Eisblock langsam abgeschmolzen war, blieb eine Senke zurück, die sich teilweise mit Grundwasser füllte.